# La Mancellière-sur-Vire
La Mancellière-sur-Vire is een plaats en voormalige gemeente in het Franse departement Manche in de regio Normandië en telt 487 inwoners (1999).
De plaats maakt deel uit van het arrondissement Saint-Lô en sinds 1 januari 2016 van de gemeente Bourgvallées.

## Geografie
De oppervlakte van La Mancellière-sur-Vire bedraagt 6,8 km², de bevolkingsdichtheid is 71,6 inwoners per km².
De onderstaande kaart toont de ligging van La Mancellière-sur-Vire met de belangrijkste infrastructuur en aangrenzende gemeenten.

## Demografie
Onderstaande figuur toont het verloop van het inwonertal (bron: INSEE-tellingen).

Gourfaleur · La Mancellière-sur-Vire · Le Mesnil-Herman · Saint-Romphaire · Saint-Samson-de-Bonfossé · Soulles